# Arondismentul Calais
Arondismentul Calais (în franceză Arrondissement de Calais) este un arondisment din departamentul Pas-de-Calais, regiunea Nord-Pas-de-Calais, Franța.

## Subdiviziuni

### Cantoane
- Cantonul Calais-Centre (Kales-Centrum)
- Cantonul Calais-Est (Kales-Oost)
- Cantonul Calais-Nord-Ouest (Kales-Nordwest)
- Cantonul Calais-Sud-Est (Kales-Sudoost)
- Cantonul Guînes (Giezene)

### Comune
| 1. Alembon (62020)             | 2. Andres (62031)        | 3. Les Attaques (62043)        | 4. Bonningues-lès-Calais (62156) |
| 5. Bouquehault (62161)         | 6. Boursin (62167)       | 7. Caffiers (62191)            | 8. Calais (62193)                |
| 9. Campagne-lès-Guines (62203) | 10. Coquelles (62239)    | 11. Coulogne (62244)           | 12. Escalles (62307)             |
| 13. Fiennes (62334)            | 14. Fréthun (62360)      | 15. Guînes (62397)             | 16. Hames-Boucres (62408)        |
| 17. Hardinghen (62412)         | 18. Herbinghen (62432)   | 19. Hermelinghen (62439)       | 20. Hocquinghen (62455)          |
| 21. Licques (62506)            | 22. Marck (62548)        | 23. Nielles-lès-Calais (62615) | 24. Peuplingues (62654)          |
| 25. Pihen-lès-Guînes (62657)   | 26. Saint-Tricat (62769) | 27. Sangatte (62774)           | 28. Sanghen (62775)              |

1. ↑  Q125358669[*] Verificați valoarea |titlelink= (ajutor)